# 杜勒宗
杜勒宗（法語：Doulezon，法語發音：[dulzɔ̃]）是法国吉伦特省的一个市镇，属于利布尔讷区。

## 地理
杜勒宗（44°47'32"N, 0°0'20"W）面积7.36 平方千米，位于法国新阿基坦大区吉倫特省，该省份为法国西南部沿海省份，是法國本土面积最大的省，北起滨海夏朗德省，西临大西洋，南至朗德省，东南接洛特-加龍省，东临多爾多涅省。
与杜勒宗接壤的市镇（或旧市镇、城区）包括：穆列茨和维勒马丹、皮若勒、吕克、圣安托万迪凯雷、圣拉德贡德、佩勒格吕。

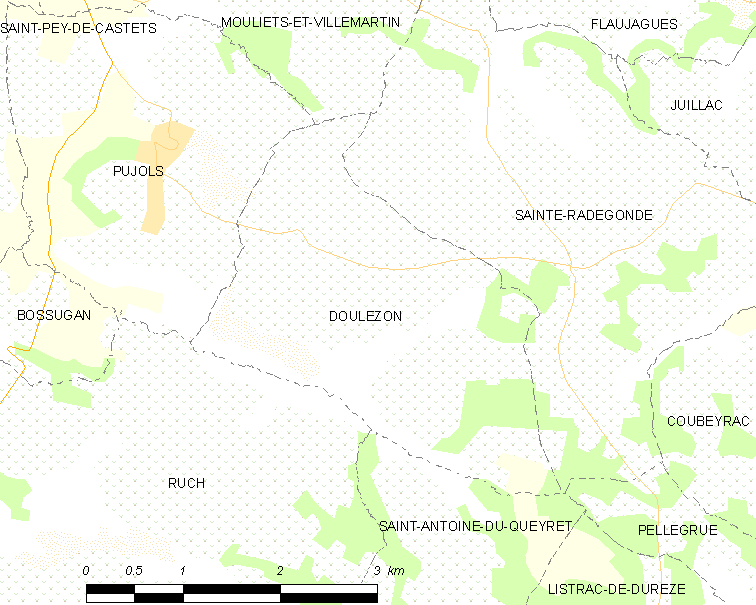
杜勒宗的OSM定位图

杜勒宗的时区为UTC+01:00、UTC+02:00（夏令时）。

## 行政
杜勒宗的邮政编码为33350，INSEE市镇编码为33153。

## 政治
杜勒宗所属的省级选区为多尔多涅山丘县。

## 人口

1962-2008年间杜勒宗人口变化图示

杜勒宗于2022年1月1日时的人口数量为278人。